# Футболист года в Боснии и Герцеговине
Кумир Нации (босн. Idol Nacije) — футбольная награда, ежегодно вручаемая лучшему футболисту Боснии и Герцеговины. Награда была учреждена в 2008 году. Помимо игроков право на получение награды имеют тренеры и клубы. Церемония вручения наград транслируется на боснийском телевидении. Ежегодно один из известных боснийских футболистов определяет десятку игроков, из которых впоследствии выбирается лучший. В 2008 году этой чести был удостоен Сергей Барбарез, в 2009 — Мехмед Баждаревич. В 2010 году номинировал игроков Мухамед Конич.

## Футболист года
| Год       | Имя               | Клуб           |
| --------- | ----------------- | -------------- |
| 2014/2015 | Миралем Пьянич    | Рома           |
| 2013/2014 | Звездан Мисимович | Бэйцзин Жэньхэ |
| 2012/13   | Асмир Бегович     | Сток Сити      |
| 2011/12   | Эдин Джеко        | Манчестер Сити |
| 2010      | Эдин Джеко        | Вольфсбург     |
| 2009      | Эдин Джеко        | Вольфсбург     |
| 2008      | Ведад Ибишевич    | Хоффенхайм     |

## Другие номинации

### Лауреаты 2010
- Игрок года в боснийской Премьер-лиге: Вуле Тривунович, «Борац»
- Тренер года: Вахид Халилходжич, «Динамо» (Загреб)
- Тренер года в боснийской Премьер-лиге: Амар Осим, «Железничар»
- Легионер года в боснийской Премьер-лиге:  Вагнер, «Широки Бриег»
- Голкипер года: Асмир Бегович, «Сток Сити»
- Голкипер года в боснийской Премьер-лиге: Ибрахим Шехич, «Железничар»
- Самый организованный боснийский клуб: «Олимпик» (Сараево)
- Рефери года: Радослав Вукасович
- Игрок года (до 21): Мухамед Субашич «Олимпик» (Сараево)
- Игрок года (до 19): Амер Бекич, «Слобода»
- Игрок года (до 17): Армин Ходжич «Железничар»
- Футзалист года: Нияз Мулахметович, «Орлич»
- Футболистка года: Алиса Спахич, «СФК 2000»
- Лучший молодой игрок года в боснийской Премьер-лиге: Эдин Вишча «Железничар»

### Лауреаты 2009
- Игрок года в боснийской Премьер-Лиге: Амер Османагич, «Вележ»
- Тренер года: Мирослав Блажевич, Сборная Боснии и Герцеговины
- Тренер года в боснийской Премьер-Лиге: Абдула Ибракович, «Вележ»
- Легионер года в боснийской Премьер-лиге:  Хуан Мануэль Вареа, «Широки Бриег»
- Голкипер года в боснийской Премьер-Лиге: Мухамед Алаим, «Сараево»
- Самый организованный боснийский клуб: «Широки Бриег»
- Рефери года: Русмир Мркович
- Игрок года (до 21): Эрмин Зец,  «Шибеник»
- Игрок года (до 19): Харис Сеферович, «Фиорентина» (Сеферович родился в Швейцарии, однако, в целях привлечения его к играм за сборную Боснии и Герцеговины, получил награду)
- Игрок года (до 17): Сафет Шившич,  «Динамо» (Загреб)
- Футзалист года: Нияз Мулахметович, «Орлич»
- Футболистка года: Аида Хаджич, «СФК 2000»
- Лучший сотрудник клуба: Златан Елич, «Широки Бриег»

### Лауреаты 2008
- Игрок года в боснийской Премьер-лиге: Велибор Джурич, «Зриньски»
- Тренер года: Мехмед Баждаревич, «Гренобль»
- Легионер года в боснийской Премьер-лиге  Дарко Спалевич, «Славия»
- Голкипер года в боснийской Премьер-лиге: Денис Муйкич, «Единство» (Бихач)
- Самый организованный боснийский клуб: «Широки Бриег»
- Рефери года: Ново Панич (Впоследствии получил пожизненную дисквалификацию от УЕФА за участие в договорных играх)
- Игрок года (до 21): Семир Штилич,  «Лех»
- Игрок года (до 19): Харис Ханджич, «Сараево»
- Игрок года (до 17): Дженан Дурак,  «Фрайбург»
- Футзалист года: Ален Лалич, «Потпичан 98»
- Футболистка года: Лидия Кулис, «СФК 2000»
- Лучший сотрудник клуба Златан Елич, «Широки Бриег»
- Лучшее фанатское объединение: «Маньяки» («Железничар»)